# (4418) Fredfranklin
(4418) Fredfranklin ist ein Hauptgürtelasteroid, der am 9. Oktober 1931 von Karl Wilhelm Reinmuth von der Landessternwarte Heidelberg-Königstuhl aus entdeckt wurde.
Der Asteroid wurde nach dem US-amerikanischen Astronomen Fred A. Franklin benannt.